# Sphecodes dyozankeanus
Sphecodes dyozankeanus är en biart som beskrevs av Kazuhiko Tsuneki 1983. Sphecodes dyozankeanus ingår i släktet blodbin, och familjen vägbin. Inga underarter finns listade i Catalogue of Life.